# Клэрморрис (станция)
Клэрморрис(ирл. Clár Chlainne Mhuiris, англ. Claremorris) — железнодорожная станция, открытая 19 мая 1862 года и обеспечивающая транспортной связью одноимённый посёлок в графстве Мейо, Республика Ирландия.